# USS Spence (DD-512)
USS Spence (DD-512) là một tàu khu trục lớp Fletcher được Hải quân Hoa Kỳ chế tạo trong Chiến tranh Thế giới thứ hai. Nó là chiếc tàu chiến duy nhất của Hải quân Mỹ được đặt theo tên Thuyền trưởng Robert T. Spence, người giám sát việc chế tạo chiếc USS Ontario (1813) và là hạm trưởng chiếc USS Cyane (1815). Nó hoạt động cho đến gần cuối Thế Chiến II, khi bị đắm trong cơn bão Cobra vào năm 1944. Nó được tặng thưởng tám Ngôi sao Chiến trận trong Thế Chiến II.

## Thiết kế và chế tạo
Spence được đặt lườn tại xưởng tàu của hãng Bath Iron Works Corp. ở Bath, Maine vào ngày 18 tháng 5 năm 1942. Nó được hạ thủy vào ngày 27 tháng 10 năm 1942; được đỡ đầu bởi bà Eben Learned; và nhập biên chế vào ngày 8 tháng 1 năm 1943 dưới quyền chỉ huy của Hạm trưởng, Thiếu tá Hải quân H. J. Armstrong.

## Lịch sử hoạt động

### 1943
Spence tiến hành chạy thử máy đến vịnh Guantánamo, Cuba từ ngày 8 đến ngày 28 tháng 2 năm 1943, rồi sau đó phục vụ hộ tống các đoàn tàu vận tải tại Đại Tây Dương và vùng biển Caribe, bao gồm một chuyến hộ tống vận tải đến Casablanca, Bắc Phi trong tháng 4. Nó sau đó được điều động sang vùng bờ Tây, và đến ngày 25 tháng 7 đã khởi hành từ San Francisco để đi Trân Châu Cảng để phục vụ cuộc chiến tranh chống Đế quốc Nhật Bản tại Mặt trận Thái Bình Dương.
Spence khởi hành vào ngày 25 tháng 8 trong thành phần Đội đặc nhiệm 1.2, bao gồm các tàu sân bay hạng nhẹ USS Princeton và USS Belleau Wood, để hễ trợ cho binh lính chiếm đóng đảo Baker vào ngày 1 tháng 9. Đến ngày 13 tháng 9, nó lên đường đi Efate, và đi đến Havannah Harbor vào ngày 18 tháng 9.
Spence được phối thuộc cùng Đội khu trục 46 trực thuộc Hải đội Khu trục 23. Hải đội lên đường vào ngày 22 tháng 9 để đi Tulagi thuộc quần đảo Solomon. Vào ngày 28 tháng 9, nó bắn cháy một tàu đối phương bằng hải pháo gần Kolombangara, rồi đảm nhiệm tuần tra tại khu vực giữa đảo này và Vella Lavella. Trong đêm 1, 2 tháng 10, nó cùng một lực lượng đã ngăn chặn tàu bè đối phương ngoài khơi Vella Lavella, giúp phá hủy 20 sà lan Nhật Bản. Sau đó nó thực hiện hai chuyến hộ tống từ Tulagi đến vịnh Purvis trong tháng 10, cũng như hỗ trợ cho việc đổ bộ lên quần đảo Treasury.
Đại tá Hải quân Arleigh A. Burke đảm nhận chỉ huy Hải đội Khu trục 23 vào ngày 23 tháng 10. Đến ngày 1 tháng 11, Spence tham gia bắn phá đảo Buka và sân bay tại Bonis cùng các vị trí đối phương tại quần đảo Shortland, để hỗ trợ cho cuộc đổ bộ lên mũi Torokina thuộc Bougainville.
Quá nữa đêm ngày 2 tháng 11, Lực lượng Đặc nhiệm 39 đánh chặn một lực lượng đối phương bao gồm hai tàu tuần dương hạng nặng, hai tàu tuần dương hạng nhẹ cùng sáu tàu khu trục đang di chuyển về hướng vịnh Nữ hoàng Augusta. Lúc 02 giờ 31 phút, Spence phát hiện đối phương trên màn hình radar ở khoảng cách 16 dặm (26 km). Đang khi tiếp cận đối phương, nó bị bắn trúng một phát bên dưới mực nước, nhưng vẫn tiếp tục chiến đấu; nó bắn một loạt ngư lôi vào một tàu đối phương ở khoảng cách 3.000 thước Anh (2.740 m), khiến mục tiêu bốc cháy. Khi nó rút lui để gia nhập trở lại Đội khu trục 45, nó phát hiện một lực lượng đối phương khác ở khoảng cách 4.000 thước Anh (3.660 m). Nó lại nổ súng, bắn cháy con tàu đối phương và khiến đối thủ chết đứng giữa biển; Tuy nhiên do gần hết đạn, Spence phải kêu gọi các tàu thuộc Đội khu trục 45 tiếp tục bắn vào mục tiêu, cuối cùng đã khiến tàu khu trục Hatsukaze đắm với đuôi chìm trước. Tàu tuần dương hạng nhẹ Sendai cũng bị đánh chìm trong trận này.
Lúc bình minh, khoảng 70 đến 80 máy bay đối phương lao đến tấn công. Tuy nhiên phía Nhật Bản mất hơn 20 máy bay mà chỉ ghi được hai phát đánh trúng tàu tuần dương hạng nhẹ Montpelier (CL-57). Spence rút lui về vịnh Purvis vào ngày 3 tháng 11, và sang ngày hôm sau, nó ghé qua Tulagi rồi lên đường cùng tàu tuần dương hạng nhẹ Nashville (CL-43) để đi vịnh Kula. Đến xế trưa ngày 5 tháng 11, nó đang hoạt động về phía Tây Bắc quần đảo Treasury khi bị máy bay đối phương tấn công. Một chiếc đã ném ba quả bom nhắm vào nó, nhưng quả rơi gần nhất cách con tàu 75 thước Anh (69 m) về phía đuôi bên mạn phải.
Trong ba tuần lễ tiếp theo sau, Spence làm nhiệm vụ tuần tra và hộ tống vận tải tại khu vực cảng Purvis-vịnh Kula. Vào ngày 24 tháng 11, hải đội đang được tiếp nhiên liệu tại eo biển Hathorn khi họ được lệnh đi lên phía Tây Bắc đảo Buka để đánh chặn các tàu bè Nhật, mà nguồn tin tình báo Hoa Kỳ cho rằng sẽ tìm cách triệt thoái nhân sự không lực khỏi sân bay Buka-Bonis. Sáng sớm ngày hôm sau, hải đội tuần tra trên tuyến đường Buka-Rabaul, và đến 01 giờ 42 phút trong eo biển St. George, radar của Spence phát hiện đối phương ở khoảng cách 22.000 thước Anh (20.000 m). Sau khi cự ly được rút ngắn nhanh chóng lúc 01 giờ 56 phút, Đội khu trục 45 phóng ngư lôi nhắm vào hai tàu chiến Nhật và ghi nhiều phát bắn trúng đích. Ít lâu sau, radar trên các tàu chiến lại phát hiện nhóm đối thủ thứ hai gồm ba tàu. Spence và Converse (DD-509) được lệnh kết liễu nhóm thứ nhất trong khi Đội khu trục 45 bắn phá nhóm thứ hai.
Trong nhóm thứ nhất, tàu khu trục Ōnami nổ tung và chìm ngay lập tức, trong khi Makinami trở thành một xác tàu cháy bùng chết đứng giữa biển. Nó bị hỏa lực tập trung của Spence và Converse đánh chìm lúc 02 giờ 53 phút. Trong nhóm thứ hai, tàu khu trục Yūgiri bị Đội khu trục 45 đánh chìm. Sau khi ba tàu chiến đối phương bị đánh chìm trong khi Hải đội Khu trục 23 không chịu thiệt hại nào, hải đội rút lui về vịnh Purvis đúng ngày Lễ Tạ Ơn.

### 1944
Spence hoạt động từ vịnh Purvis cho đến cuối tháng 1 năm 1944, khi nó tuần tra gần đảo Green và eo biển Bougainville. Vào ngày 5 tháng 2, nó tham gia bắn phá khu vực tập trung quân và tiếp liệu đối phương tại đồn điền Hahela trên bờ biển Đông Nam đảo Buka. Sang ngày hôm sau, nó đánh chìm một sà lan đối phương bằng hải pháo gần đảo Green; và trong đêm 9-10 tháng 2, nó bắn phá Tiaraka và Teopasino trên đảo Bougainville. Các khẩu pháo của nó cũng bắn phá Kavieng và mũi St. George trên đảo New Ireland vào ngày 18 tháng 2, rồi càn quét các tuyến hàng hải giữa Kavieng và Truk. Các tàu chiến Hoa Kỳ đã không bắt gặp tàu bè đối phương, nên họ quay trở lại Kavieng, tiếp tục bắn phá nơi đây vào ngày 22 tháng 2. Trong ngày này, họ đánh chìm một tàu buôn Nhật Bản tải trọng khoảng 5.000 tấn.
Spence hoạt động cùng Lực lượng Đặc nhiệm 39 từ ngày 1 đến ngày 24 tháng 3 để hỗ trợ cho cuộc đổ bộ lên Emirau. Vào ngày 27 tháng 3, nó khởi hành từ vịnh Purvis cùng Lực lượng Đặc nhiệm 58 cho các cuộc không kích lên các đảo Palau, Yap, Ulithi và Woleai, và quần đảo Caroline. Từ ngày 13 đến ngày 25 tháng 4, nó hộ tống các tàu sân bay nhanh khi chúng không kích các mục tiêu tại New Guinea để hỗ trợ cho các cuộc đổ bộ lên Aitape, vịnh Tanahmerah và vịnh Humboldt. Trong các ngày 29 và 30 tháng 4, máy bay từ tàu sân bay đã tấn công tàu bè và cơ sở cảng tại Truk, căn cứ hải quân đặc biệt quan trọng của Nhật Bản tại vùng quần đảo Caroline. Chiếc tàu khu trục quay trở về Majuro cho một đợt bảo trì từ ngày đến ngày 4 tháng 5, 5 tháng 6.
Spence khởi hành cùng Đội đặc nhiệm 58.4 vào ngày 6 tháng 6 cho cuộc tấn công lên quần đảo Mariana. Trong khi máy bay tấn công các hòn đảo, chiếc tàu khu trục đã di chuyển để bắn phá các vị trí đối phương tại Guam và Saipan. Các tàu sân bay tiến hành không kích xuống Iwo Jima vào ngày 16 tháng 6 trước khi quay trở lại tiếp tục bắn phá tại Mariana. Chiếc tàu khu trục đã tham gia "Cuộc săn vịt trời Mariana vĩ đại", tên lóng được các phi công Hoa Kỳ đặt cho Trận chiến biển Philippine, vào các ngày 19 và 20 tháng 6; rồi trong các ngày 23 và 24 tháng 6, tiếp tục các cuộc ném bom xuống Guam, Saipan và Tinian. Chiếc tàu khu trục tiến hành bắn phá bờ biển Rota, Saipan và Guam từ ngày 26 tháng 6 cho đến cuối tháng đó, bắn cháy các kho dầu và đánh chìm hai thuyền buồm vào ngày 27 tháng 6.
Spence được tiếp liệu tại Eniwetok trong tháng 7, và vào ngày 4 tháng 8 đã lên đường quay trở về vùng bờ Tây Hoa Kỳ ngang qua Trân Châu Cảng, về đến San Francisco vào ngày 18 tháng 8. Con tàu được đại tu trong ụ tàu suốt tháng 9, rồi lên đường vào ngày 5 tháng 10 để đi Trân Châu Cảng rồi đi đến quần đảo Marshall, đi đến Eniwetok vào ngày 31 tháng 10. Nó được lệnh đi Ulithi vào đầu tháng 11, nơi nó gia nhập Đội đặc nhiệm 38.1, đơn vị hỗ trợ cho các tàu sân bay nhanh thuộc Lực lượng Đặc nhiệm 38. Nó hộ tống các tàu sân bay tại vùng biển Philippines khi chúng tung ra các cuộc không kích xuống Luzon trong tháng 11 và đầu tháng 12.
Vào ngày 17 tháng 12, Spence chuẩn bị để tiếp nhiên liệu và bắt đầu bơm nước biển ra khỏi các thùng dằn của nó; tuy nhiên, biển động mạnh khiến hoạt động tiếp nhiên liệu bị hủy bỏ. Sang ngày hôm sau, thời tiết càng xấu hơn khi cơn bão Cobra trở thành một cơn cuồng phong. Con tàu băng qua những con sóng cao, khi những thiết bị điện tử bị ướt nước biển tràn lên tàu; và sau khi bị nghiêng 72° qua mạn trái, con tàu bị mất điện và các bơm nước ngừng hoạt động. Bánh lái bị kẹt, và sau khi bị nghiêng nặng qua mạn trái lúc khoảng 11 giờ 00, con tàu lật úp và đắm. Chỉ có 24 người trong số thủy thủ đoàn sống sót; các tàu khu trục Hull (DD-350) và Monaghan (DD-354) cũng bị đắm trong trận bão này. Tên của Spence được cho rút khỏi danh sách Đăng bạ Hải quân vào ngày 19 tháng 1 năm 1945.

## Phần thưởng
Spence được tặng thưởng tám Ngôi sao Chiến trận do thành tích phục vụ trong Thế Chiến II.